# Herb Postaw

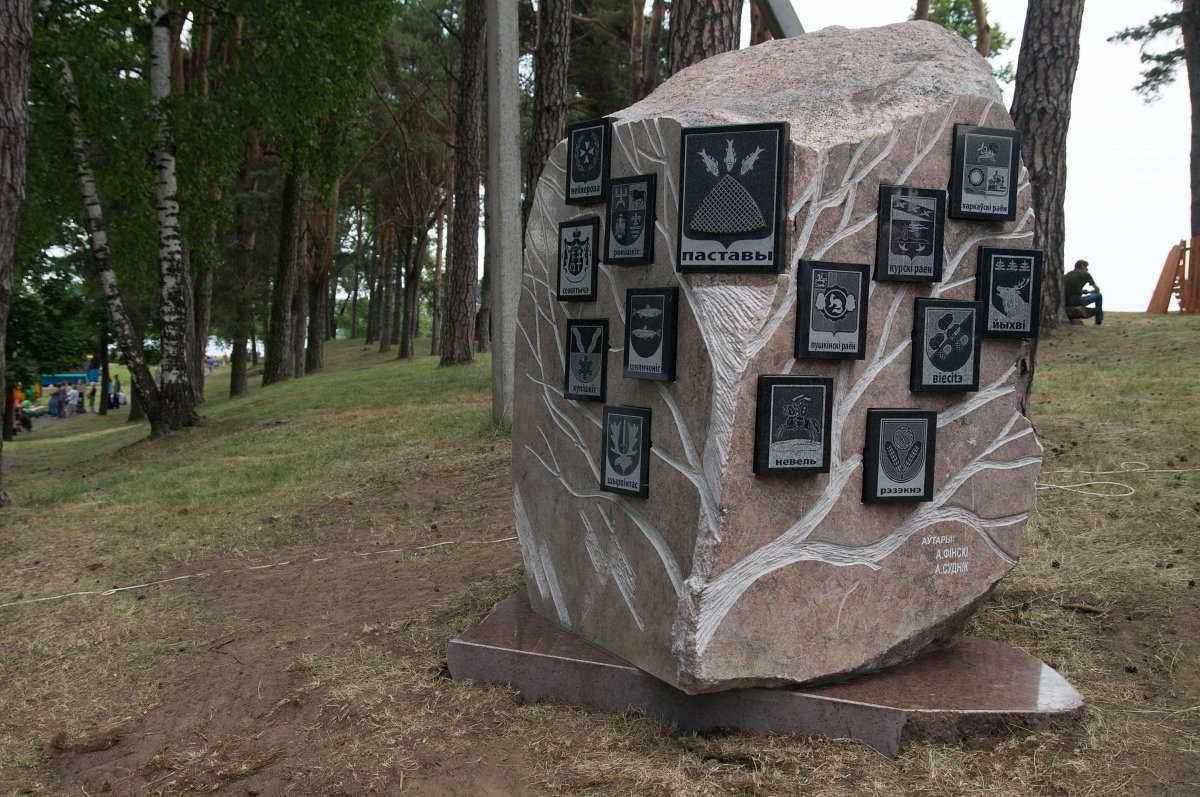
Herb Postaw na pomniku miast partnerskich

Herb Postaw (biał. Герб Глыбокага) – herb miasta Postawy i Rejonu Postawskiego na Białorusi.

## Historia
Historyczny herb Postaw pojawił się po włączeniu miasta do Imperium Rosyjskiego w wyniku II rozbioru Polski. Został ustanowiony przez rosyjską cesarzową Katarzynę II 22 stycznia 1796 roku. Opis i interpretacja herbu zawarta jest w pełnym zbiorze praw Cesarstwa Rosyjskiego: „W dzielnicy tego miasta, w pobliżu miasta Miadzioł, w jeziorze prowadzony jest obfity połów ryb, który zadowala gubernialne miasto Mińsk i inne; na znak tego, na niebieskim polu, poniżej przedstawiono piramidalnie rozciągniętą srebrną sieć rybacką, a trzy złote ryby są ustawione pod tym samym kątem z góry i skierowane w dół."
Współczesny herb Postawy został ustanowiony dekretem Prezydenta Republiki Białoruś z dnia 20 stycznia 2006 roku nr 36.

## Opis
Herbem miasta Postawy jest wizerunek sieci rybackiej w niebieskim polu tarczy francuskiej, u góry trzy złote rybki, skierowane pod kątem do góry.

## Stosowanie
Herb miasta Postawy jest własnością rejonu postawskiego, a prawo do rozporządzania nim przysługuje Rejonowemu Komitetowi Wykonawczemu w Postawach.
Wizerunek herbu miasta Postawy jest umieszczony na budynkach, w których znajdują się organy samorządu terytorialnego miasta Postawy i rejonu Postawskiego, a także w pomieszczeniach posiedzeń tych organów oraz w biurach ich przewodniczących. Wizerunek herbu miasta Postawy można umieścić w tych miejscach miasta Postawy i rejonu postawskiego, w których zgodnie z białoruskim ustawodawstwem umieszczony jest wizerunek godła państwowego Republiki Białorusi.
Wizerunek herbu miasta Postawy może być również wykorzystany podczas świąt państwowych i uroczystości organizowanych przez organy państwowe i inne organizacje, świąt ludowych, pracowniczych, rodzinnych oraz imprez poświęconych historycznym wydarzeniom.
Prawo do używania godła miasta Postawy w innych przypadkach może być przyznane decyzją Postawskiego Rejonowego Komitetu Wykonawczego.

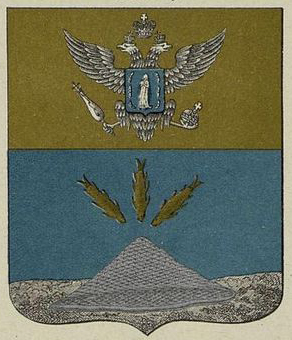
Herb Postaw w okresie zaborów (1840-1849)